# スピニング・トーホールド
スピニング・トー・ホールド (Spinning Toe Hold) は、プロレス技の一種である。またはザ・ファンクス（ドリー・ファンク・ジュニア&テリー・ファンク）が1977年の世界オープンタッグ選手権（現在の世界最強タッグ決定リーグ戦）から使用した入場テーマ曲である。

## プロレス技
和名は回転足首固め。仰向けに寝ている相手の片足のひざ裏部分に対面にある自分の足を差込んで相手の足を地面と水平に折りたたみ、両手で相手の足首とつま先をつかんでそこからテコの要領で膝と足首を極めるという足関節技の一種。この体勢から差し込んだ足を軸にして自ら回転し、その勢いでさらに極めると強さを増すという技である。テッド・デビアスのようにこの技をかけてから足4の字固めに移行するケースもある。
もともとはイリノイ州シカゴでウォルター・パーマーが使用していたのをカウボーイスタイルのレスラーでもあったというドリー・ファンク・シニアが決め技として仕上げ出した技であるという。その息子であるドリー・ファンク・ジュニア、およびテリー・ファンクも使用した。その他、デビアスのようなザ・ファンクスの弟子筋に当たるレスラー、およびカウボーイをギミックとしたレスラーが得意技として使用する。日本人ではジャンボ鶴田（ファンクスの道場で修業したことがある）がよく使っていた。これらのことから、全日本プロレス中継のアナウンサーだった倉持隆夫は「ファンク一家の伝家の宝刀スピニング・トー・ホールド」と称していた。
この技の返し方としては、最もポピュラーなものとして、技をかけている側が正面を向いたときに空いている足で蹴飛ばすというものがある。また、ジャイアント馬場は、技をかけている側が正面を向いたときに相手の頭をつかみ、相手が離すまで脳天唐竹割りを喰らわせるという方法で脱出したことがある。映像を見ると一目瞭然だが、回転する時にどうしても一瞬手が相手の足から離れるので、その隙を利用してロープブレイクを狙うという脱出法もある。
また技をかけている相手が屈んだ状態にある場合、そのまま首を取られてスモール・パッケージ・ホールドに取られるというのも現代プロレスの定番ムーブとなっている。
この技に纏わる印象的なシーンとしては、1981年12月「世界最強タッグ決定リーグ戦」最終戦のファンクス対ブルーザー・ブロディ&ジミー・スヌーカの対戦が上げられる。ドリーがスヌーカにスピニング・トー・ホールドを掛けている最中に、スヌーカが返すでもなくロープに逃げるでもなくただ耐え続け、レフェリーの注意を引きつけている間にセコンドのスタン・ハンセンがテリーをウエスタン・ラリアットでKOし、レフェリーが見ていなかったということで反則にはとられず、二人掛かりの攻撃を受けたドリーがピンフォールされ、ブロディ&スヌーカが試合に勝利し優勝を決めたということがあった。
最近では使い手がめっきり少なくなった技であるが、日本では西村修がドリーから直接に指導を受け、またテリーを崇拝しているMEN'Sテイオー（元テリー・ボーイ）も好んで使用し、ファンクスから指導を受けた訳ではないが、タダスケも痛め技として使用している。
また、漫画『キン肉マン』に登場する、テリーマン（テリー・ファンクをモデルとしたキャラクター）、およびその続編『キン肉マンII世』に登場する、テリー・ザ・キッド（テリーマンの息子）の得意技でもある。

## 入場テーマ曲
日本のロックバンドであるクリエイションのメンバー・竹田和夫は、アメリカ遠征中にファンキーな曲のアイデアを思い付き、ライブ演奏を重ねたうえで3rdアルバム『ピュア・エレクトリック・ソウル』に収録した。曲名は竹田のプロレス好きを反映して『スピニング・トー・ホールド』となった。
やがて、ファンクスが登場していた全日本プロレス中継を制作していた日本テレビに、ファンからの投書でこの曲の存在が知らされたことで、正式にファンクスの入場テーマに採用された。
竹田は後にファンクスらと直接会い、感謝の言葉をもらったという。
この楽曲は数あるプロレステーマ曲の中でも、評論家や関係者から非常に高い音楽性を認められている。プロレスファンで知られるミュージシャンの大槻ケンヂはこの曲を絶賛しており、松本孝弘（B'z）は自身のアルバム「THE HIT PARADE」に於いてこの楽曲をカバーしている。
ザ・ファンクスの全盛期を知らない世代には、笑う犬シリーズ（フジテレビ）のネプチューン・堀内健（テリー）と原田泰造（ドリー）によるコント「テリー&ドリー」が歌う「生きてるってなんだろ」のフレーズでお馴染みである。
2024年3月からはサントリーから発売された「こだわり酒場のお茶サワー〜伊右衛門〜」のCMに、CM用にアレンジされたバージョンが使用されている。